# Verden
Cet article possède un paronyme, voir Verdun.
Verden, ou Verden an der Aller (Veern en bas allemand), est une ville d'Allemagne située en Basse-Saxe.

## Histoire
| Appartenances historiques Principauté épiscopale de Verden 1180-1648 Brême-et-Verden 1648-1807 Royaume de Westphalie 1807-1811 Empire français (Bouches-du-Weser) 1811-1814 Brême-et-Verden 1814-1823 Royaume de Hanovre 1823-1866 Royaume de Prusse (Province de Hanovre) 1866–1871 Empire allemand 1871–1918 République de Weimar 1918-1933 Reich allemand 1933-1945 Allemagne occupée 1945-1949 Allemagne de l'Ouest 1949-1990 Allemagne 1990–présent |

Verden est la capitale du cheval en Allemagne, comme Saumur (49) l'est pour la France. Verden a 30 000 habitants et la ville est aussi connue pour l'ancienne cathédrale. De 1180 à 1648, c'est le chef-lieu de la principauté de Verden.

### Massacre de Verden

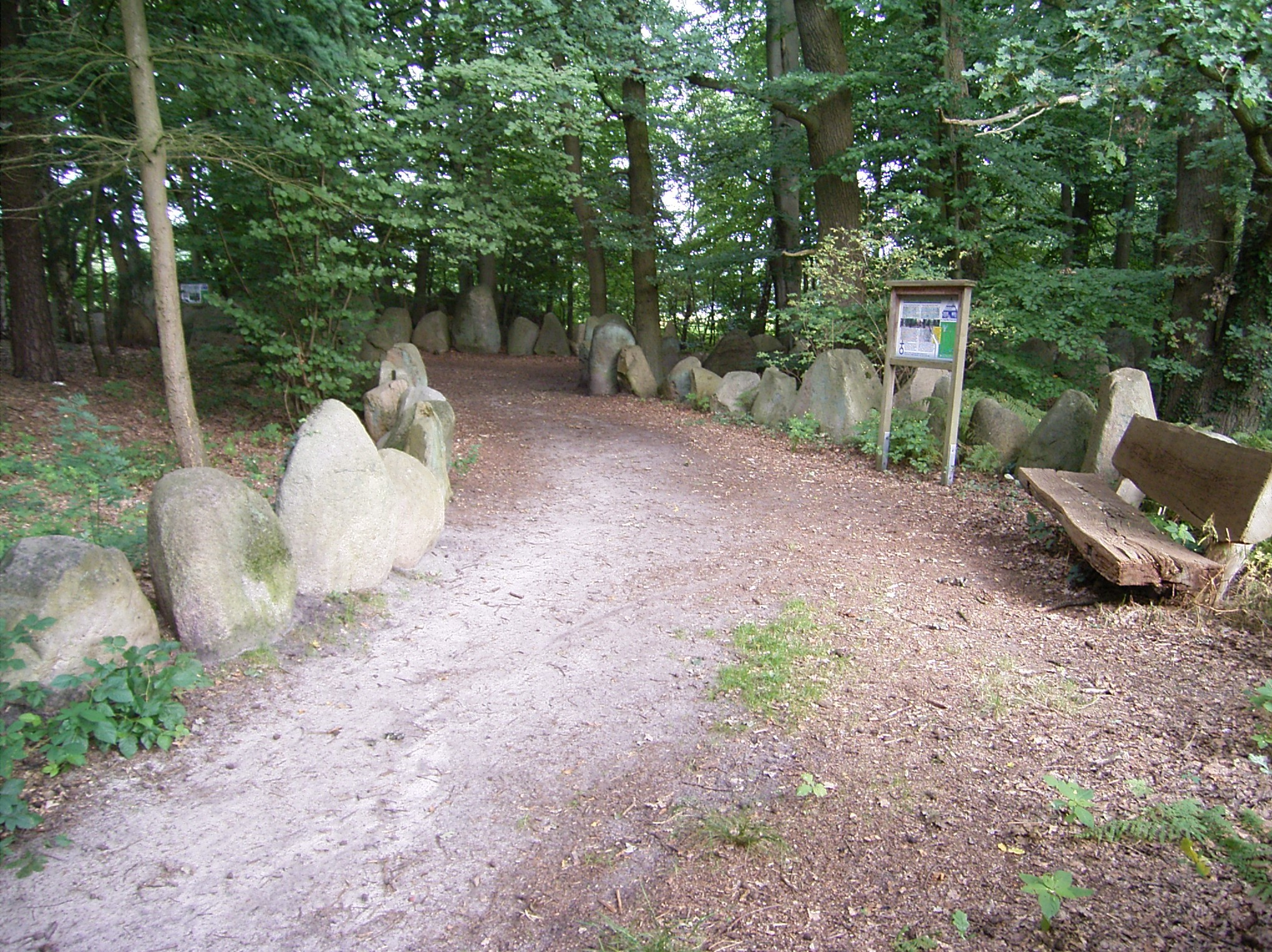
Sachsenhain

En 782, soit dix ans après l'attaque du grand temple des Externsteine (en 772 près de Paderborn et Horn), dans le cadre de la conquête de la Saxe, Charlemagne, sur les conseils du moine Eginhard qui pensait que le cœur de la résistance saxonne était religieux, ordonna après sa victoire militaire aux nobles saxons de se convertir et de lui jurer fidélité. Tous obtempérèrent et se firent baptiser. Mais, quelques mois après le départ de l'armée de Charlemagne, ceux-ci renièrent leur serment et se remirent à lancer des raids contre les villages de l'empire. Après une nouvelle victoire militaire, Charlemagne, excédé, fit décapiter les parjures au lieu-dit Blutbecken (bassin de sang) pour apostasie. Une croix de 4 mètres de hauteur s'y élève aujourd'hui. Cette date restera comme celle du Massacre de Verden, dont le bilan approximatif serait de 4 500 morts.
La ville fut prise en 1767 par le maréchal de Richelieu.
En 1935, pour commémorer l'événement de 782, le régime nazi construisit le monument de Sachsenhain (de), consistant en 4 500 pierres levées décrivant une double ellipse dont le grand axe mesure 600 mètres, ainsi qu'une école de cavalerie. De nos jours, le site appartient à l'Église protestante et une école protestante a pris la place de l'école de cavalerie. Le site est accessible au public.

## Verden dans la culture populaire
- L'acteur Christopher Lee chante la chanson The Bloody Verdict of Verden dans son album Charlemagne.
- Le chanteur Docteur Merlin a composé le morceau Verden sur l'album Païen, évoquant le massacre des Saxons.
- Le groupe Les Bâtards du Nord fait référence au massacre de Verden dans sa chanson Lindisfarne, sur l'album Levons la Corne (2010).
- Le groupe Français Irminsul consacre un titre au massacre de Verden dans son album "Geist" sorti en février 2014 chez Brennus Music

## Jumelage
- Saumur (France) depuis le 19 juin 1967 avec l'institution Saint Louis et Duplessis Mornay[pas clair].